# Abbadia San Salvatore
Abbadia San Salvatore – miejscowość i gmina we Włoszech, w regionie Toskania, w prowincji Siena, położona 110 km na południowy wschód od Florencji i ok. 60 km na południowy wschód od Sieny, w rejonie Monte Amiata.
Miasto odziedziczyło nazwę po opactwie, które się tutaj znajdowało. Region znany jest z wydobycia cynoberu. Atrakcją w mieście są średniowieczne zabytki, Palazzo della Potesta (XV wiek) i kościół Świętego Krzyża (Santa Croce).
Abbadia San Salvatore graniczy z Castel del Piano, Castiglione d’Orcia, Piancastagnaio, Radicofani, San Casciano dei Bagni, Santa Fiora, Seggiano.
Według danych na rok 2004 gminę zamieszkiwało 6816 osób, 117,5 os./km².